# U-71号潜艇 (1940年)
U-71号（德語：U 71）是纳粹德国战争海军建造的568艘VII-C型潜艇（或称U艇）之一。它由基尔的日耳曼尼亚船厂承建，于1940年10月31日下水，至同年12月14日交付使用。第二次世界大战期间，该艇曾执行过十次巡逻作战，共击沉5艘同盟国或中立国舰船，累积总吨位为38,894吨。1945年2月27日，U-71号在威廉港退役，5月5日在当地执行“彩虹命令”而自沉，残骸其后被打捞上岸拆解报废。

## 设计
VII-C型是VII级潜艇的第三次、也是最有价值的改进型。它搭载了被称为“S装置”的新式主动声呐系统，为了容纳这种新设备，VII-C型的艇体尺寸有所增加，并重新设计了鞍状水舱，在其两侧各增加了一个可提供储备浮力的小型浮舱，有利于潜艇完成快速下潜。U-71号的全长为67.10米，舷宽6.20米、并有4.74米的吃水深度，水上和水下排水量分别为769吨和871吨。该艇采用双轴设计，具有两副直径为1.23米的三叶螺旋桨。在机械系统方面，VII-C型艇也得到了升级：通过艇上配备的燃油过滤系统，柴油机润滑系统的使用受命得以延长，也为不同润滑剂在艇上机械设备上混合使用留足了余地。原先前型艇用于发射鱼雷和主压载舱吹除操作的电动空气压缩机则改为容克斯的柴动压缩机，从而减小了对艇上电气系统的依赖；此外，该型艇还装配了更为现代化的电力转换系统。动力由两台日耳曼尼亚生产的F46型六缸四冲程1,400匹公制馬力（1,000千瓦特）涡轮增压柴油机用于水面运行，以及两台AEG提供的GU 460/8-276型375匹公制馬力（280千瓦特）双作用电动发电机用于水下航行；水面最高航速17.7節（32.8每小時），水下7.6節（14.1每小時）；能够在水面以10節（19每小時）航速续航8,500海里（15,700），或以4節（7.4每小時）连续在水下航行80海里（150）而无需充电。
武器装备方面，U-71号装备有五具内置式鱼雷发射管——艇艏四具、艇艉一具。其艇艉的鱼雷发射管设计在耐压壳体内部、两片舵之间，鱼雷可以由此向外发射。在轮机舱甲板下方还配备了用于艇艉的鱼雷装填系统，耐压壳体与甲板室之间一前一后还设计有外置鱼雷贮存装置，因此U-71号可携带14枚G7型鱼雷或最多26枚TMA型水雷（TMB型则为39枚）。此外，该艇还搭载有一门配备220发弹药的88毫米35式速射炮以及一门配备1,195发弹药20毫米30式高射炮作为甲板炮。其标准船员编制为4名军官及40－56名水兵。

## 历史
1939年1月25日，海军造舰局将第二批次的两艘VII-C型潜艇（U-71至U-72号）建造合同发包予基尔的日耳曼尼亚船厂。其中U-71号于1939年12月21日开始铺设龙骨，建造序列为618。经过逾十个月的建造，它于1940年10月31日下水，至同年12月14日在首度担任艇长的海军上尉瓦尔特·弗拉克森贝格的指挥下交付使用。完成海试后，该艇加入驻基尔的第7潜艇区舰队，先是在波罗的海进行战备训练，进而自1941年6月起作为前线艇移驻德占法国的圣纳泽尔。1937年退出前线任务后，U-71号于6月1日被调往驻梅默尔的第24潜艇区舰队司职训练艇，然后从1944年7月1日转而成为驻戈滕哈芬的第22潜艇区舰队的教学艇。随着苏联红军于1945年初发动东波美拉尼亚攻势，德国人被迫放弃戈滕哈芬基地，该舰便跟随区舰队于2月27日起返回威廉港，随即退役。根据长期生效的“彩虹命令”，U-71号于同年5月5日与另外二十二艘德国U艇在威廉港四号入口的西侧掩体、即所谓的“雷德尔船闸”（Raederschleuse，53°31′N 08°09′E / 53.517°N 8.150°E）内自行凿沉——尽管该命令在一天前便由海军元帅卡尔·邓尼茨撤销。战后，它们于1945年10月10日至25日期间被英国人集中以炸药炸毁，艇只残骸继而被打捞上岸并拆解报废。
第二次世界大战期间，U-71号曾执行过十次巡逻和十七次狼群作战，共击沉5艘同盟国或中立国舰船，累积总吨位为38,894吨。

### 作战巡逻
弗拉克森贝格上尉指挥了U-71号的前六次巡逻。首次巡逻于1941年6月14日04:30从基尔出发，穿过波罗的海后前往北大西洋游弋，至7月2日11:44抵达德占法国的圣纳泽尔。在这次为期十九天、全程约3,000海里（5,600）的航行中，没有船只被击沉或击伤。惟6月25日晚，当弗拉克森贝格试图袭击HX-133号船队时被英国护航轻型护卫舰唐菖蒲号发现，被迫下潜。唐菖蒲号起初加速希望撞击潜艇，但由于当时距离海岸尚有1,100公里以上，撞击有沉没的危险，该舰遂减速并转向。随后，它在五轮攻击中共投下30枚深水炸弹，接着另一艘轻型护卫舰旱金莲号也抵达现场，投下6枚深水炸弹。U-71号设法浮出水面逃离，期间其司令塔至少被唐菖蒲号命中一次。
在随后的三次巡逻中，U-71号先后前往冰岛西南部、爱尔兰西部和西南部、直布罗陀以西的菲尼斯特雷角、斯帕特尔角和亚速尔群岛附近的北大西洋游弋，尽管期间曾分别加入“格陵兰”（8月10－27日）、“博泽穆勒”（8月28日－9月2日）、“狼鳚”（9月2－3日）、“布雷斯劳”（10月2－29日）、“海盗”（12月21－23日）和“塞德利茨”（12月27日－1942年1月16日）等狼群，试图以集群方式袭击盟军护航队，但一无所获。10月19日，该艇曾在北大西洋向一艘由两艘驱逐舰护航的巡洋舰发射两枚鱼雷，也未能命中。一周后，在与HG-75号护航队的战斗中，弗拉克森贝格用四枚鱼雷扇形攻击一艘护航舰，均告射失。随后，对方发动了长达七小时的深水炸弹攻击，U-71号受损严重，被迫返回基地。

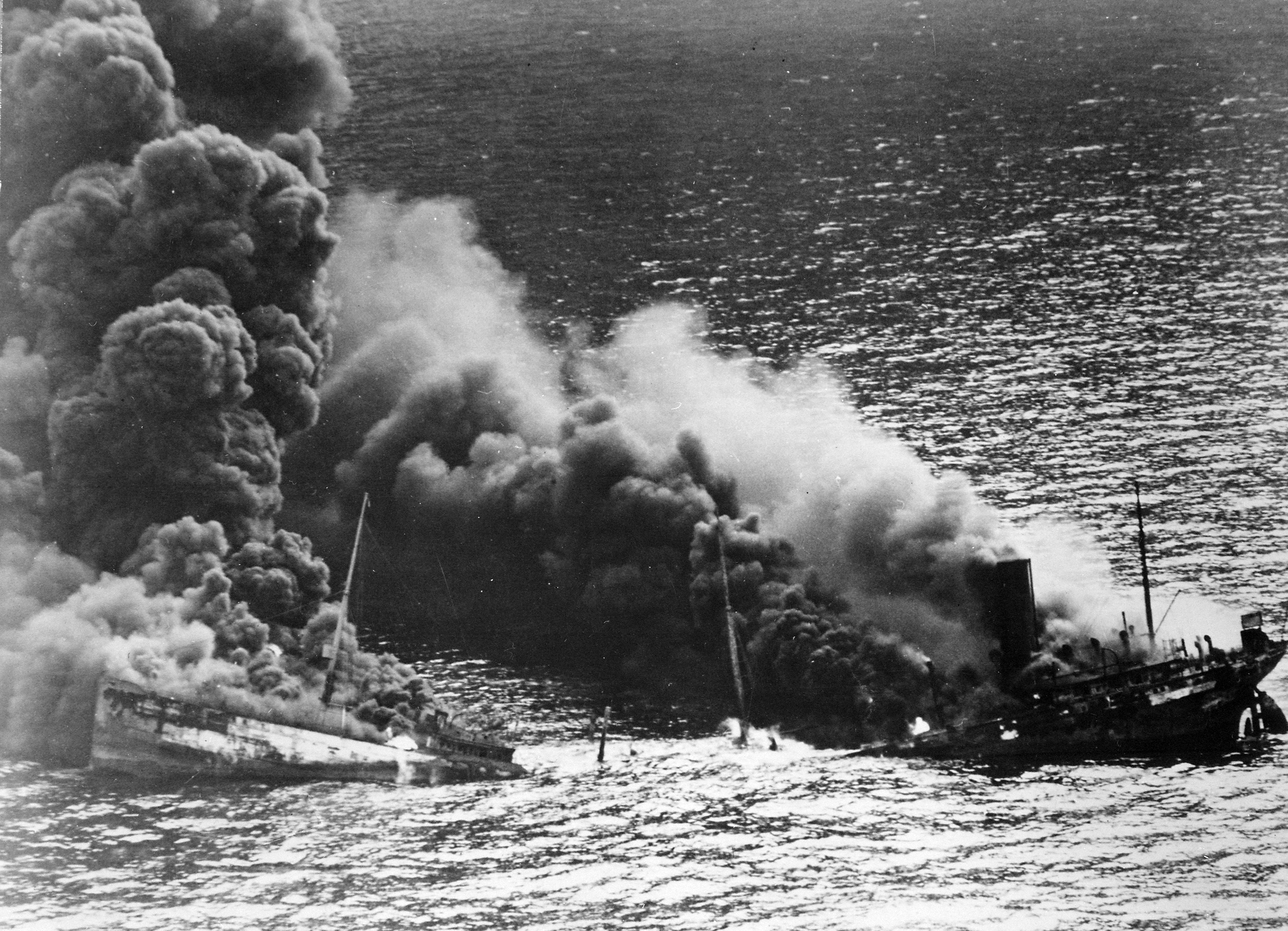
美国油轮迪克西箭号于1942年3月26日遭U-71号以鱼雷击沉

直到第五次巡逻，U-71号才有所斩获。是次他们于1942年2月23日17:50离开圣纳泽尔，前往美国东岸对开的北大西洋游弋。首个受害者是无护航的挪威油轮兰贾号（Ranja），于3月17日18:58在费城东南偏东约450海里（830）处被弗拉克森贝格发射的两枚鱼雷击中。油轮前部着火，并向左舷侧倾。19:54，再一枚鱼雷以“致命一击”击中前桅下方，使船身火势船艏蔓延至船艉，并完全停止。当船明显将要沉没时，潜艇于20:00离开该区域。三天后，U-71号于3月20日20:54以机枪向无护航且无武装的美国货轮奥克玛号（Oakmar）舰桥和船艛扫射，这是因为天气恶劣无法使用甲板炮。该船被截停，船员分乘两艘救生艇弃船。弗拉克森贝格于21:20射出第一枚鱼雷，由于海浪汹涌而未击中，但21:39发射的第二枚鱼雷击中舰桥前部，导致奥克玛号在哈特拉斯角以东约300海里（560）处沉没。3月26日14:59，另一艘美国油轮迪克西箭号在距钻石滩灯塔浮标约12海里（22）处被U-71号发射的两枚鱼雷击中右舷，当时该船正以11節（20每小時）的速度以45°航向作“之字形”行进。第一枚鱼雷命中船舯部，摧毁了甲板室；第二枚则击中桅杆和烟囱之间，将船炸成了两半，延至两小时后沉没。另一艘无护航的英国万吨级油轮圣赫拉尔多号（San Gerardo）则是3月31日22:22被弗拉克森贝格的两枚鱼雷击中，在纽约东南方向沉没。4月1日04:03，英国货轮伊斯特穆尔号（Eastmoor）也被U-71号的一枚鱼雷击中舰艉，12分钟后在汉普顿锚地以东约600海里（1,100）处沉没。经过为期五十七天、水面7,065.5海里（13,085.3）、水下841海里（1,558）的航行后，U-71号完成服役生涯最成功的一次巡逻，于4月20日06:40抵达拉帕利斯。
6月4日19:30，弗拉克森贝格率U-71号从拉帕利斯出发执行第六次巡逻。仅两天后，隶属澳大利亚皇家空军第10中队的一架桑德蘭水上飛機便在比斯开湾发现了该艇，并投掷深水炸弹重创U-71号，迫使弗拉克森贝格浮出水面。由于飞机的深水炸弹耗尽，潜艇才得以在袭击中幸存下来，并折返圣纳泽尔。经过修理并再次出发后，U-71号前往北大西洋和西班牙西部游弋。期间它曾于6月12日至16日加入“恩德拉斯狼群”，但没能袭击任何船只，并于6月20日09:45返回圣纳泽尔。
7月3日，前U-24号艇长、海军中尉哈尔多·罗德勒·冯·罗伊特贝格顶替弗拉克森贝格，接过U-71号的指挥权。他率艇执行了后续四次作战巡逻，并参加了多达10次狼群作战，却未再取得任何战功。1943年4月12日凌晨，即第十次巡逻期间，U-71号在格陵兰岛以南的大西洋中部跟踪ON-176号护航队时，被一艘驱逐舰的炮火迫使下潜。对方共投下38枚深水炸弹，只造成了轻微的破坏，但罗伊特贝格不得不在水下停留了大约6个小时，才与护航队失去接触。五天后，该艇在格陵兰岛以南的大西洋中部与U-631号相撞。两艘潜艇都有不同程度的损伤，U-71号不得不返回基地，结束了最后一次巡逻。

## 袭击历史摘要
| 日期          | 船名         | 船籍 | 吨位   | 结局 |
| ------------- | ------------ | ---- | ------ | ---- |
| 1942年3月17日 | 兰贾号       | 挪威 | 6,355  | 击沉 |
| 1942年3月20日 | 奥克玛号     | 美国 | 5,766  | 击沉 |
| 1942年3月26日 | 迪克西箭号   | 美国 | 8,046  | 击沉 |
| 1942年3月31日 | 圣赫拉尔多号 | 英国 | 12,915 | 击沉 |
| 1942年4月1日  | 伊斯特穆尔号 | 英国 | 5,812  | 击沉 |

## 脚注
1. ↑  威廉生，第11頁.
2. ↑  加洛普，第74頁.
3. 1 2  Gröner 1991，第43–46頁.
4. ↑  加洛普，第72頁.
5. 1 2 3 4  . U-Boot-Archiv.   [2024-10-10]. （原始内容存档于2024-12-14）.
6. ↑  Helgason, Guðmundur. . German U-boats of WWII - uboat.net.   [2024-10-10]. （原始内容存档于2024-12-14）.
7. 1 2  Helgason, Guðmundur. . German U-boats of WWII - uboat.net.   [2024-10-10]. （原始内容存档于2024-12-14）.
8. ↑  Helgason, Guðmundur. . German U-boats of WWII - uboat.net.   [2024-10-11]. （原始内容存档于2024-12-14）.
9. ↑  Helgason, Guðmundur. . German U-boats of WWII - uboat.net.   [2024-10-11]. （原始内容存档于2024-12-14）.
10. ↑  Helgason, Guðmundur. . German U-boats of WWII - uboat.net.   [2024-10-11]. （原始内容存档于2024-12-14）.
11. ↑  Helgason, Guðmundur. . German U-boats of WWII - uboat.net.   [2024-10-11]. （原始内容存档于2024-12-14）.
12. ↑  Helgason, Guðmundur. . German U-boats of WWII - uboat.net.   [2024-10-11]. （原始内容存档于2024-12-14）.
13. ↑  Helgason, Guðmundur. . German U-boats of WWII - uboat.net.   [2024-10-11]. （原始内容存档于2024-04-22）.
14. ↑  Helgason, Guðmundur. . German U-boats of WWII - uboat.net.   [2024-10-11]. （原始内容存档于2022-03-26）.
15. ↑  Helgason, Guðmundur. . German U-boats of WWII - uboat.net.   [2024-10-11].
16. ↑  Helgason, Guðmundur. . German U-boats of WWII - uboat.net.   [2024-10-11]. （原始内容存档于2024-12-14）.
17. ↑  Helgason, Guðmundur. . German U-boats of WWII - uboat.net.   [2024-10-11]. （原始内容存档于2024-12-14）.
18. ↑  Helgason, Guðmundur. . German U-boats of WWII - uboat.net.   [2024-10-11]. （原始内容存档于2024-12-14）.
19. ↑  Helgason, Guðmundur. . German U-boats of WWII - uboat.net.   [2024-10-11]. （原始内容存档于2024-12-15）.
20. ↑  Helgason, Guðmundur. . German U-boats of WWII - uboat.net.   [2024-10-11]. （原始内容存档于2024-12-14）.